# Koeficijent varijacije
Koeficijent varijacije ili relativna mjera disperzije je potpuna mjera raspršenosti prema obuhvatu jedinica statističkog niza koje su uključene u njegov izračun. Koeficijent pokazuje udio standardne devijacije u aritmetičkoj sredini.
Relativna mjera disperzije je izražena u postotcima.
U statističkim nizovima u kojima je aritmetička sredina pouzdana srednja vrijednost, a disperzija relativno mala, očekuje se da će se koeficijent varijacije kretati u intervalu od 0 % do 20 %.
Ako je raspršenje oko srednje vrijednosti srednjeg intenziteta koeficijent varijacije poprimit će vrijednosti iz intervala od 20 % do 40 %.
Kod relativno velika raspršenja vrijednosti obilježja oko aritmetičke sredine, kada ona prestaje biti dobar predstavnik statističkog niza, koeficijent varijacije u pravilu će biti veći od 40 %.